# Sithathor
Sithathor (S3t-Ḥwt-Ḥr, "filla de Hathor") va ser una princesa egípcia de la XII Dinastia (vers el 1880 aC). Tenia el títol de Filla del Rei, tot i que no se sap del cert qui era el seu pare. Només se la coneix pel seu enterrament a Dashur.
| O10 | G39 · X1 |

| O10 | G39 · X1 |

Al costat de la piràmide del rei Senusret III hi havia quatre piràmides més petites on es van trobar galeries subterrànies com a lloc d’enterrament per a les dones reials. La majoria dels enterraments es van trobar saquejats, però hi havia dues caixes per a joies que els lladres de tombes van passar per alt. Ambdues caixes contenien una excel·lent col·lecció de joies i se les va anomenar el "primer" i el "segon" tresor de Dashur. El primer tresor es va descobrir el 6 de març de 1894 amb l'excavació realitzada per Jacques de Morgan i va pertànyer molt probablement a Sithathor, ja que s'hi van trobar diversos escarabats amb el seu nom. El tresor contenia un pectoral amb els noms del rei Senusret II, una de les obres mestres de l’orfebreria egípcia. Altres objectes eren petxines daurades, polseres daurades, un mirall i diversos gerros de pedra.
De Sithathor no se'n sap res més enllà de la informació aportada per la seva tomba. Es discuteix si era filla de Senusret III o de Senusret II; en el cas que hagués estat filla de Senusret II hauria estat enterrada com a germana i, potser, consort del rei Senusret III a prop de la seva piràmide.